# Bosc de les Colladetes

El Bosc de les Colladetes, respecte del terme d'Abella de la Conca

El Bosc de les Colladetes és un bosc del Pallars Jussà situat a cavall dels termes municipals d'Abella de la Conca (Pallars Jussà), en territori del poble de Bóixols, i de Coll de Nargó (Alt Urgell), en territori de l'antic terme de Gavarra.
Està situat a l'extrem nord-oriental del terme municipal, al sud de Ca l'Astor i al nord-est de Cal Guitona, a l'esquerra del barranc de Ca l'Astor.

## Etimologia
El Bosc pren el nom del paratge en el qual es troba: les Colladetes. Es tracta, doncs, d'un topònim romànic modern de caràcter descriptiu.